# Municipio de Keokuk
El municipio de Keokuk (en inglés: Keokuk Township) es un municipio ubicado en el condado de Wapello en el estado estadounidense de Iowa. En el año 2010 tenía una población de 867 habitantes y una densidad poblacional de 11,4 personas por km².

## Geografía
El municipio de Keokuk se encuentra ubicado en las coordenadas 40°56′13″N 92°21′50″O / 40.93694, -92.36389. Según la Oficina del Censo de los Estados Unidos, el municipio tiene una superficie total de 76.06 km², de la cual 74.81 km² corresponden a tierra firme y (1.65%) 1.26 km² es agua.

## Demografía
Según el censo de 2010, había 867 personas residiendo en el municipio de Keokuk. La densidad de población era de 11,4 hab./km². De los 867 habitantes, el municipio de Keokuk estaba compuesto por el 98.27% blancos, el 0.23% eran afroamericanos, el 0.12% eran amerindios, el 0.12% eran asiáticos, el 0.12% eran isleños del Pacífico, el 0.46% eran de otras razas y el 0.69% pertenecían a dos o más razas. Del total de la población el 3% eran hispanos o latinos de cualquier raza.